# 希拉里·哈恩
希拉里·哈恩（英語：Hilary Hahn，1979年11月27日—），美國小提琴家。

## 生平

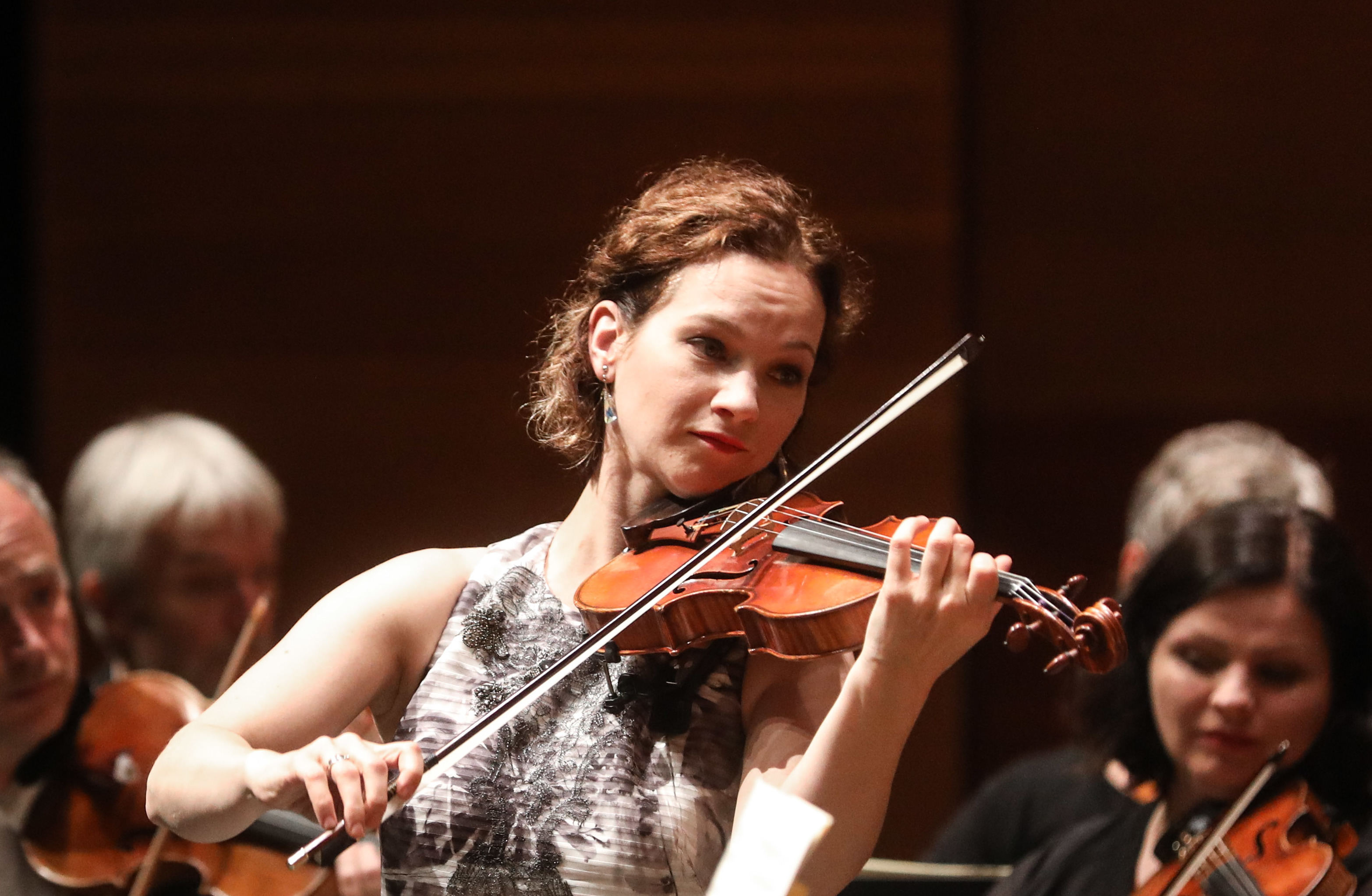
希拉里·哈恩在2019年圣塞巴斯蒂安音乐双周上

希拉里·哈恩出生於弗吉尼亚州列克星敦的一個路德教家庭，三歲時搬家至馬里蘭州巴爾的摩，並在那裏長大。哈恩未滿四歲就開始學習小提琴，在皮博迪音樂學院參加使用鈴木教學法的班級一年，1985至1989年間隨克拉拉·柏科維基（Klara Berkovich）學習。
1990年，10歲的哈恩入讀費城柯蒂斯音樂學院，在雅沙·布羅斯基門下學習七年，涉獵了克鲁采、舍夫契克、加维涅、罗德練習曲、帕格尼尼狂想曲、28首小提琴協奏曲等許多曲目。
1991年，哈恩與巴爾的摩交響樂團合作，這是她首次與交響樂團合作演出。不久之後，哈恩與費城管弦樂團、克利夫蘭管弦樂團、匹茲堡交響樂團及紐約愛樂初次合作。1994年，哈恩首次到海外演出，與指揮家费舍尔·伊万及布达佩斯节日管弦乐团合作。1995年首次在德国演出，與洛林·馬澤爾及巴伐利亞廣播交響樂團合作演奏了貝多芬D大調小提琴協奏曲。一年後，年僅16嵗的哈恩在紐約卡內基大廳首演，與費城管弦樂團合作演出。
哈恩16歲即完成柯蒂斯音樂學院的課程，又用了數年時間讀額外的選修科，於1999年5月畢業，取得音樂學士學位。在這段時間，她經常接受傑米·拉雷多的指導，並隨菲利克斯·加里米爾及加里·格拉夫曼學習室內樂。在2001年12月一次與公共廣播協會的訪問中，哈恩說在眾多音樂科目裏，她最感興趣的是音樂表演。
2001年，《時代雜誌》稱哈恩為「美國最佳」的年輕古典音樂家。在1996年，索尼音乐與哈恩簽下獨家唱片合約，令她成為歷來其中一位最年輕的合約音樂家。在2002年，哈恩與索尼的合約屆滿，之後，她與德意志留聲機公司簽約。當哈恩完成合約的部份（即六年內灌錄五張唱片）後，由於她與索尼在其未來計劃方面未能達成共識，她決定不再與索尼續約。
除了是一名獨奏小提琴家外，哈恩亦演奏室內樂。自從1992年夏天起，她幾乎每年都到紐約斯卡尼阿特勒斯的室內樂音樂節中表演。1995年至2000年期間，她在佛蒙特州的「馬爾波羅音樂節」（Marlboro Music Festival）中表演及學習室內樂，而在1996年，她擔任林肯中心室內樂導師計劃的藝術家及成員。
2019年9月1日時哈恩宣布將休息一年，並在2020至2021年間重返舞台。

## 獲獎與榮譽
- 葛萊美獎

## 個人生活
哈恩與她的先生自2016年居住在劍橋，目前育有兩女。

## 軼事
- 1999年，哈恩曾指出她演奏巴赫的作品比任何其他作曲家的作品為多，並說自己從8歲起每天都拉奏巴赫的小提琴獨奏曲。在其大碟《Hilary Hahn Plays Bach》裏，她說巴赫的作品是「保持自己演奏真誠的試金石」（“the touchstone that keeps my playing honest”）。在全國公共廣播電台節目《音樂家自白》（Musicians in Their Own Words）的一段訪問中，哈恩談及演奏巴赫無伴奏小提琴第二組曲中的夏康舞曲時的一些離奇經驗。她亦談及在演奏沃恩·威廉斯的《雲雀高飞（英语：The Lark Ascending）》時，把自己模仿成一隻百靈鳥[4]。

## 外部連結
- 官方网站
- 哈恩在德意志留聲機公司的網頁
- 希拉里·哈恩的Discogs页面（英文）